# فورسخوتن
فورسخوتن (به هلندی: Voorschoten) یک منطقهٔ مسکونی در هلند است که در هلند جنوبی واقع شده‌است. فورسخوتن ۰ متر بالاتر از سطح دریا واقع شده‌است.

## خواهرخوانده
شهر شوتان خواهرخواندهٔ فورسخوتن هست.